# Kunming Metro
Die Kunming Metro oder Kunming Rail Transit ist die U-Bahn der chinesischen Provinzhauptstadt Kunming der Provinz Yunnan. Die erste Strecke wurde 2012 mit der Linie 6 vom östlichen Busbahnhof zum Flughafen Kunming-Changshui eröffnet.

## Netz

### Linien 1 und 2
Der Südast der Linie 1 und der Nordast der Linie 2 werden aufeinander durchgebunden, bis die übrigen beiden Äste fertiggestellt sind. Der erste 42 Kilometer lange Abschnitt der Linie 1 wurde nach drei Jahren Bauzeit im Jahr 2013 fertiggestellt. Der Großteil der Tunnel wurde mit Tunnelbohrmaschinen gebaut. Der durchgehende Betrieb begann am 30. April 2014, als der erste Abschnitt der Linie 2 eröffnet wurde.

### Linie 3
Die Linie 3 wurde 2019 eröffnet und verbindet Western Hills Park mit dem Busbahnhof an der Linie 6. Sie ist 23,4 Kilometer lang.

### Linie 4
Die im September 2020 eröffnete Linie 4 bindet den Südbahnhof an. Sie verläuft vollkommen unterirdisch und ist 43,4 Kilometer lang.

### Linie 5
Die Linie 5 verläuft ebenfalls vollkommen unterirdisch. Auf 26,5 Kilometern Länge verbindet sie den World Horti-Expo Garden mit Baofeng, dem geplanten südlichen Endpunkt der Linie 2. Die Strecke wurde 2022 eröffnet.

### Linie 6

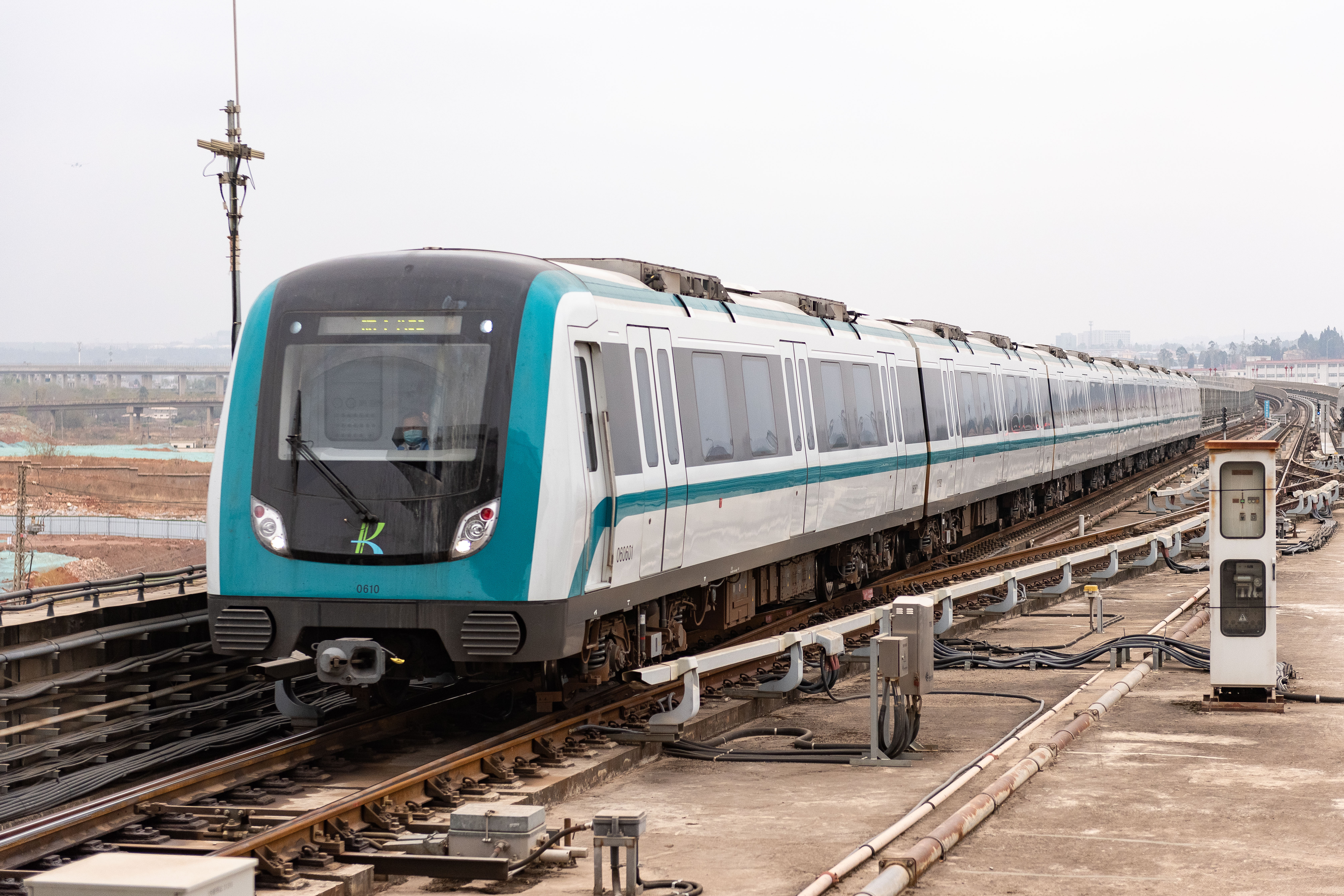
6B-Zug der Linie 6

Die Linie 6 oder Flughafenlinie ist eine Expresslinie vom Stadtzentrum zum Flughafen Kunming-Changshui im Nordosten. Der weite Stationsabstand von 8 Stationen bei 25 Kilometern Länge erlaubt eine Höchstgeschwindigkeit von 100 km/h. Es werden Sechswagenzüge des Typs B im Viertelstundentakt eingesetzt.